# Camden (Maine)
Pour les articles homonymes, voir Camden.
Camden est une ville du comté de Knox, situé dans le Maine, aux États-Unis. Sa population était de 5 254 habitants au recensement de 2000.
La population de la ville triple durant les mois d'été, par la présence de touristes et de résidents saisonniers. Comme Nantucket, Camden est une destination touristique fréquentée, qui attire les visiteurs et les retraités par son architecture, son environnement vallonné et son port, que fréquentent de nombreux yachts et plusieurs goélettes répertoriées en tant que National Historic Landmarks.

## Géographie
D'après le Bureau du recensement des États-Unis, Camden a une superficie de 66,8 km2. Elle est traversée par la Megunticook River, et s'étendant dans la baie de Penobscot, une partie du golfe du Maine, elle est baignée pas les eaux de l'océan Atlantique.
Son point culminant est le mont Megunticook de 422 m d'altitude.
Camden est entourée par les villes de Rockport au sud, Hope au sud-ouest et Lincolnville au nord.

## Personnalités
- Caitlin Fitzgerald, actrice.